# Ramaz Nozadze
Ramaz Nozadze (in georgiano რამაზ ნოზაძე?; Tbilisi, 16 ottobre 1983) è un ex lottatore georgiano, specializzato nella lotta greco-romana.

## Palmarès

### Olimpiadi
- 1 medaglia:
  - 1 argento (Atene 2004 nei 96 kg)

### Mondiali
- 2 medaglie:
  - 1 oro (Baku 2007 nei 96 kg)
  - 1 bronzo (New York 2003 nei 96 kg)

### Europei
- 3 medaglie:
  - 2 ori (Belgrado 2003 nei 96 kg; Sofia 2007 nei 96 kg)
  - 1 bronzo (Tampere 2008 nei 96 kg)